# Hedemünden
Hedemünden is sinds 1973 een stadsdeel (Ortschaft) van Hann. Münden in het Landkreis Göttingen in Nedersaksen in Duitsland. Hedemünden ligt taalkundig aan de Uerdinger Linie, in het traditionele Nederduitse gebied.

## Geografie, infrastructuur
Hedemünden ligt 8 km ten oosten van de stad Hann. Münden, aan de noordoever van de rivier de Werra.  
Niet ver van het dorp loopt de Autobahn A 7. Het dorp heeft, vlakbij afrit 75 van deze Autobahn, een bedrijventerrein voor logistieke centra e.d.. 
Hedemünden heeft een klein station aan de spoorlijn Halle - Hann. Münden, 8½ km ten oosten van Hann. Münden.
Zie voor verdere gegevens onder Hann. Münden.

## Geschiedenis
Ten westen van Hedemünden zijn op de Burgberg de restanten aangetroffen van een Romeins kamp dat in 11 v.Chr. is gebouwd. Waarschijnlijk is het fort voor het laatst gebruikt in 16 n.Chr. Tussen 2003 en 2011 hebben er diverse opgravingen plaatsgevonden.
Hedemünden is vanaf de 16e eeuw tot 1930 een kleine stad geweest; in 1930 zag het toenmalige gemeentebestuur af van de stadsrechten.

## Afbeeldingen

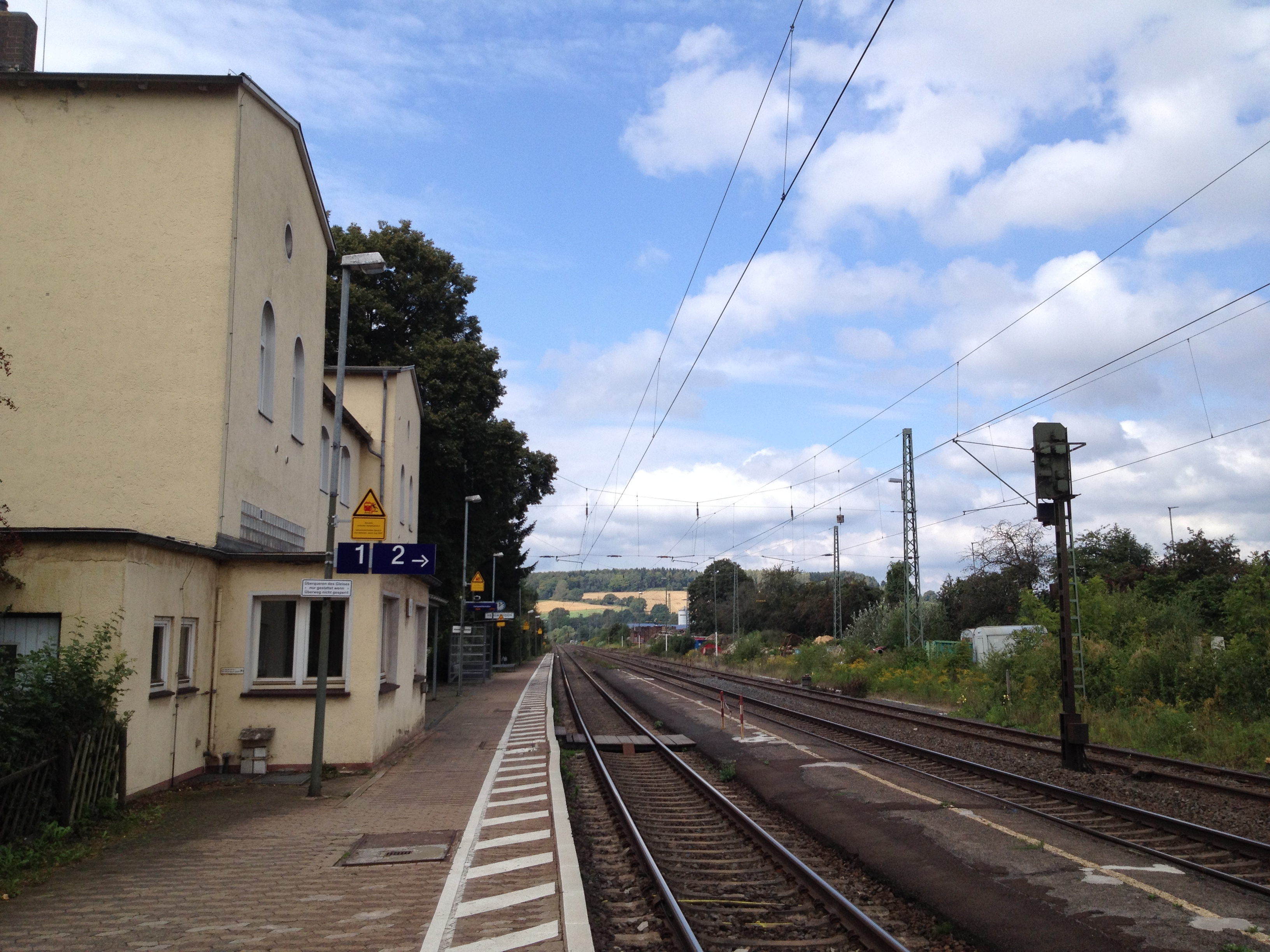
Station
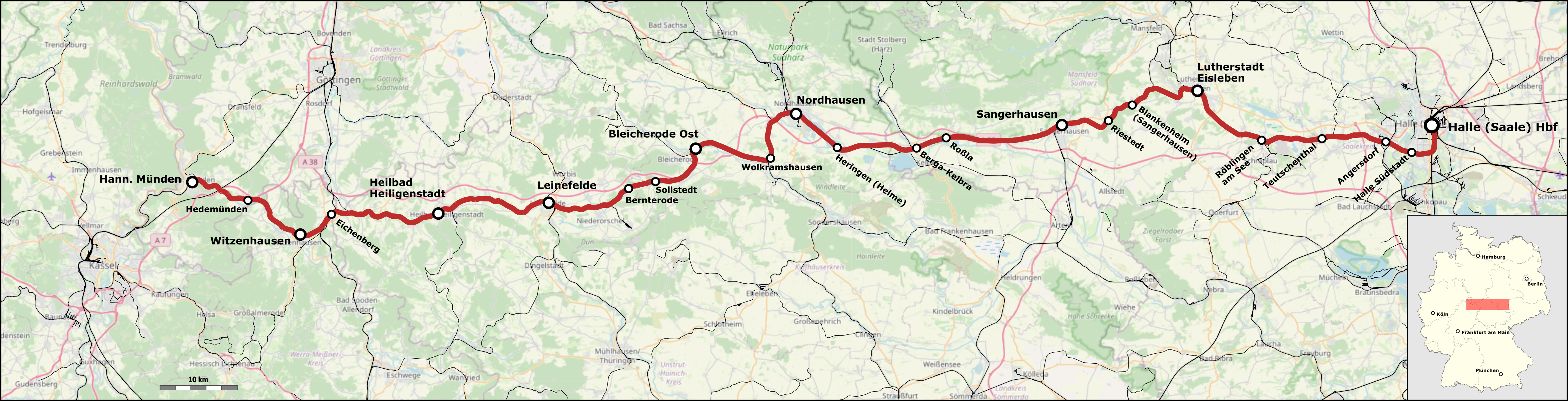
Traject spoorlijn Hann. Münden - Halle (Saale)
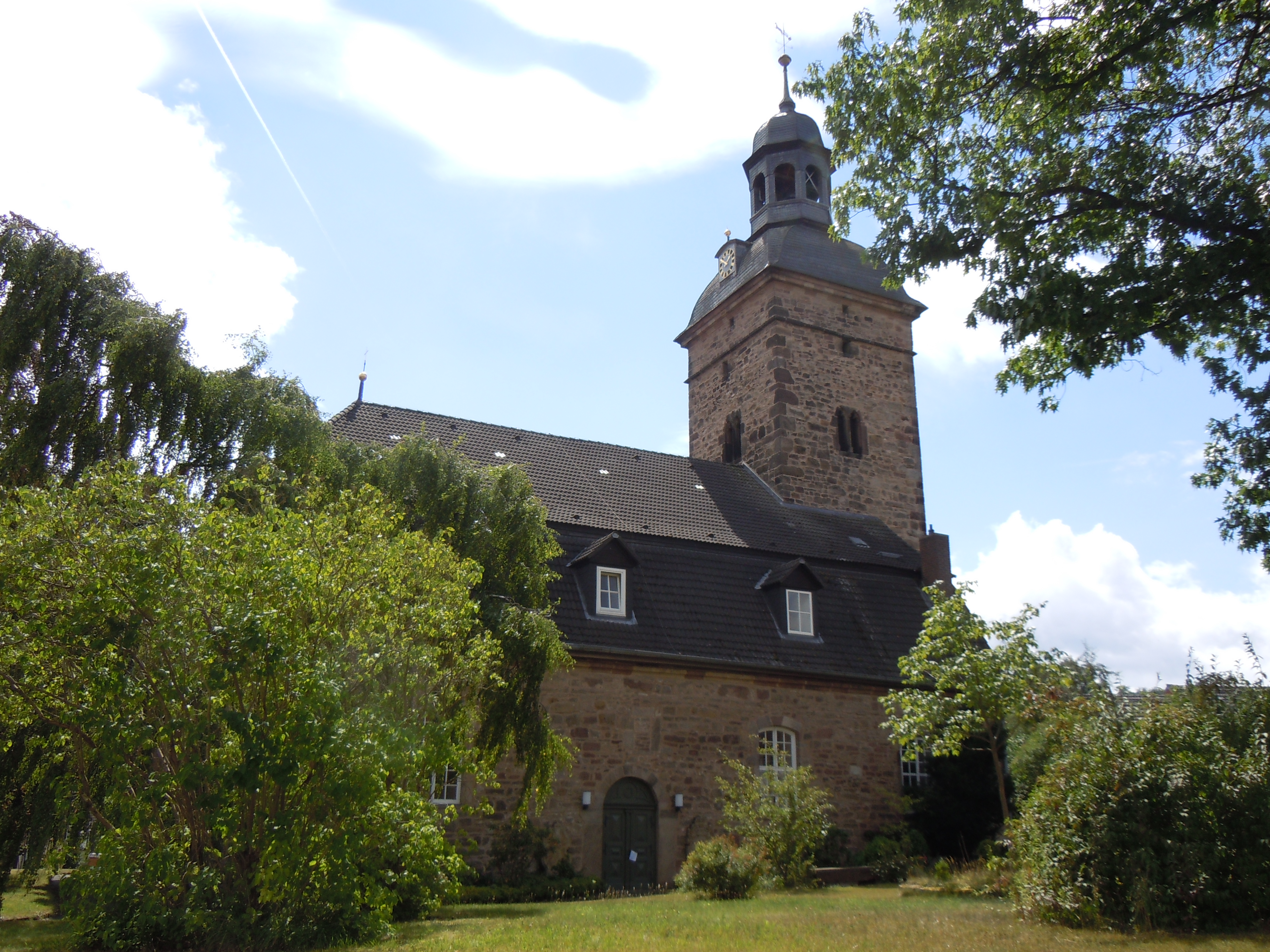
Evang.-lutherse Sint-Michaëlskerk (1210)
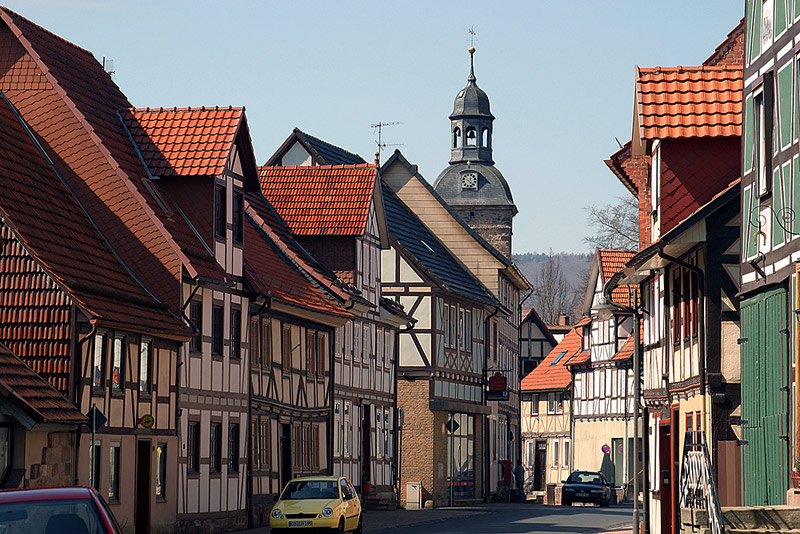
Dorpskern

- Gemeinsame Normdatei: 4221546-8
- Library of Congress Control Number: nr90014408
- Nationale Bibliotheek van Israël: 987007538160105171
- Virtual International Authority File: 145847836
- WorldCat: E39PBJwCWcqXJTVCbkTrtfgqcP